# Беврети
Беврети (груз. ბევრეთი) — село в Грузии, на территории Мцхетского муниципалитета края (мхаре) Мцхета-Мтианети.

## География
Село находится в центральной части Грузии, вблизи истока реки Дигомисцкали, на расстоянии приблизительно 13 километров (по прямой) к юго-западу от города Мцхета, административного центра края и муниципалитета. Абсолютная высота — 1101 метр над уровнем моря.

## Население
По результатам официальной переписи населения 2014 года в Беврети проживал 51 человек (20 мужчин и 31 женщина). В национальной структуре населения грузины составляли 100 %.
| Год  | Население, человек |
| ---- | ------------------ |
| 2002 | 13                 |
| 2014 | ↗ 51               |